# Туксанбай
Туксанбай (баш. Туҡһанбай) — хутор в Давлекановском районе Республики Башкортостан Российской Федерации. Входит в состав Поляковского сельсовета.
С 2005 современный статус, с 2007 — современное название.

## География
Находится у железнодорожной линии Кинель — Чишмы и региональной автодороги 80К-011 «М-5 „Урал“ — Чишмы — Аксёново — Киргиз-Мияки».

### Географическое положение
Расстояние до:
- районного центра (Давлеканово): 17 км,
- центра сельсовета (Поляковка): 8 км,
- ближайшей ж/д станции (Давлеканово): 17 км.

## История
Населённый пункт появился при строительстве железной дороги. В селении жили семьи тех, кто обслуживал железнодорожную инфраструктуру.
Статус хутор приобрело согласно Закону Республики Башкортостан от 20 июля 2005 года N 211-з «О внесении изменений в административно-территориальное устройство Республики Башкортостан в связи с образованием, объединением, упразднением и изменением статуса населенных пунктов, переносом административных центров», ст.1 (тогда входило поселение в состав Михайловского сельсовета)

 9. Отнести следующие поселения к категории сельских населенных пунктов, установив тип поселения — хутор:
в Давлекановском районе:

а) поселение железнодорожная будка 1533 км Михайловского сельсовета;

б) поселение железнодорожная будка 1536 км Михайловского сельсовета;

в) поселение железнодорожная будка 1539 км Михайловского сельсовета. 
До 10 сентября 2007 года назывался хутором железнодорожная будка 1539 км. Переименование прошло согласно Постановлению Правительства РФ от 10 сентября 2007 г. N 572 «О присвоении наименований географическим объектам и переименовании географических объектов в Республике Адыгея, Республике Башкортостан, Ленинградской, Смоленской И Челябинской областях»

 переименовать в Республике Башкортостан:

…в Давлекановском районе — хутор железнодорожная будка 1533 км в хутор Бишкаин, хутор железнодорожная будка 1536 км в хутор Михайловка, хутор железнодорожная будка 1539 км в хутор Туксанбай 

## Население
| 2002 | 2009 | 2010 |
| ---- | ---- | ---- |
| 8    | →8   | ↘5   |

## Инфраструктура
Личное подсобное хозяйство.
Основа экономики — обслуживание путевого хозяйства Куйбышевской железной дороги. Действует платформа 1539 км.

## Транспорт
Доступен автомобильным и железнодорожным транспортом.